# Vlaams-Socialistische Beweging
Vlaams-Socialistische Beweging est le nom de deux organisations politiques flamandes distinctes : la première se situe dans les années 1970 et 1980 et la deuxième a été créée en 2007. Aucun lien direct entre les deux mouvements n'existe bien qu'on puisse faire mention d'une certaine parenté idéologique : les deux se situent à gauche au sein du mouvement flamand. En 2007 elle a édité une déclaration commune avec le Rassemblement populaire wallon sous le titre « La Belgique, obstacle pour une coopération Flamando-Wallonne ».